# هارپرز ویکلی
هارپرز ویکلی، مجله تمدن نام یک مجلهٔ سیاسی آمریکایی بود که در شهر نیویورک و توسط انتشارات هارپر از سال ۱۸۵۷ تا ۱۹۱۶ میلادی منتشر می‌شد که در آن به خبرهای داخلی و خارجی می‌پرداخت و همین‌طور داستانهای خیالی و طنز دربارهٔ موضوعات مختلف را در کنار تصاویر به چاپ می‌رساند. این مجله پوشش گسترده‌ای از جنگ داخلی آمریکا از جمله تصاویری مربوط به آن را منتشر می‌کرد. در دوران اوج خود به فوروم کاریکاتوریست سیاسی توماس نست تبدیل شده بود.

## انتشارات
در ۱۴ ژانویهٔ ۱۸۹۳ میلادی هارپرز ویکلی به اولین نشریهٔ تبدیل شد که به انتشار داستان شرلوک هولمز با نام ماجراجویی جعبه مقوا دست زده‌است.